# 竹浦駅
竹浦駅（たけうらえき）は、北海道白老郡白老町字竹浦にある北海道旅客鉄道（JR北海道）室蘭本線の駅である。駅番号はH26。電報略号はタケ。事務管理コードは▲130319。

## 歴史

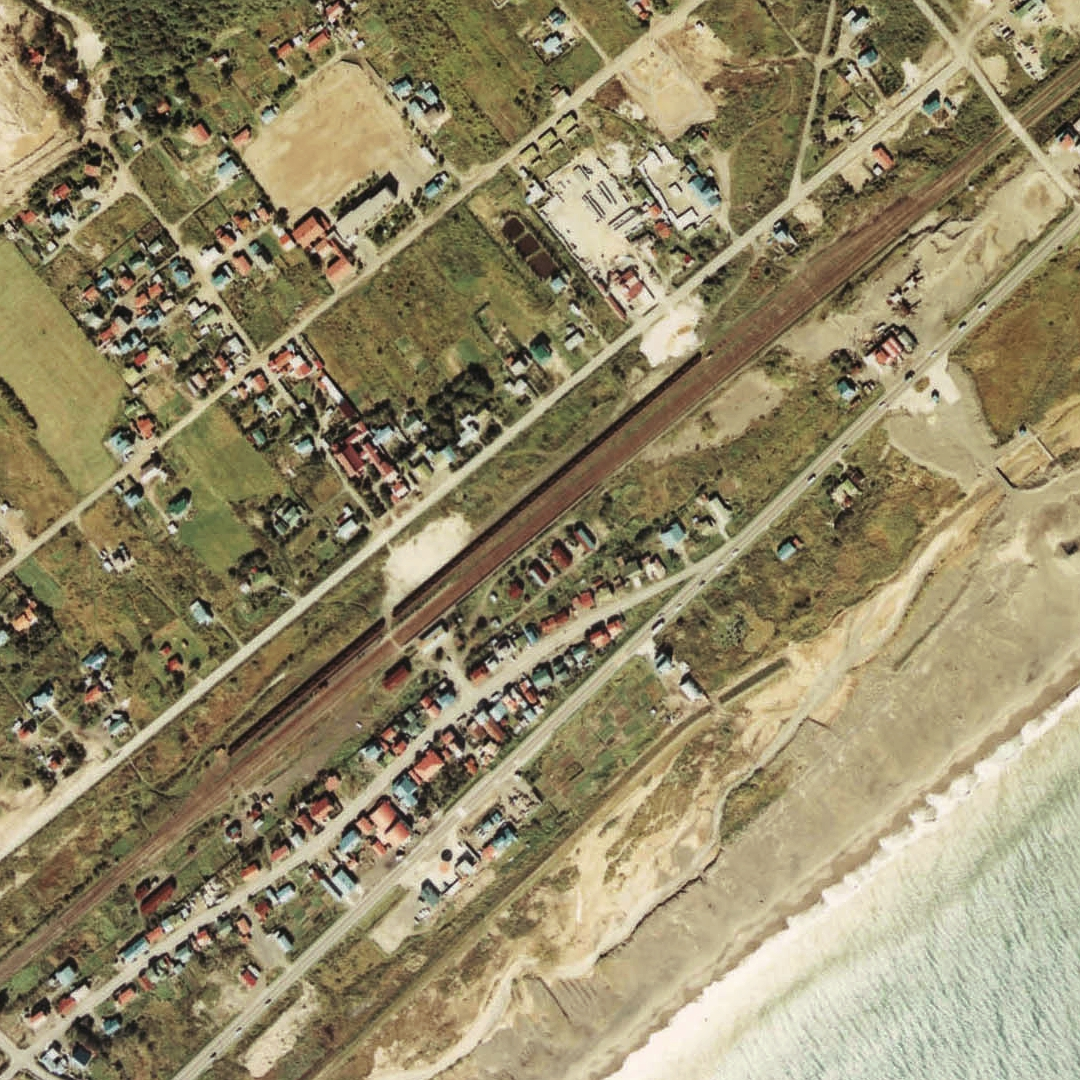
1976年の竹浦駅と周囲約750m範囲。左下が東室蘭方面。右上の、街区画に対して斜めに上へ向かう細道が、砂利及び敷生鉱山専用線の跡。積込み場が白老側にあったため、乗降ホームは構内の鷲別側に寄って設置されている。

- 1897年（明治30年）2月16日：北海道炭礦鉄道の敷生駅（しきう）として開業[4]。一般駅[1]。
- 1906年（明治39年）
  - 3月20日：火災により駅舎全焼[5]。駅事務所にあるストーブから火の粉が屋根に飛び散ったことが原因であった[6]。
  - 10月1日：北海道炭礦鉄道の鉄道路線国有化により、官設鉄道に移管[1]。
- 1917年（大正6年）：当駅より飛生川の合流点を越えて敷生川上流の砂利場へ砂利専用線敷設[7]。
- 1918年（大正7年）10月31日：北海道製鉄（後に日本製鋼所）敷生鉱山専用線が砂利専用線の敷生川と飛生川合流地点付近から分岐して飛生の架空索道原動所（「終点」と呼ばれた。）まで敷設（当駅からは4M24C、約6.9km）。輪西製鉄所向け鉄鉱石運搬[5][7][注釈 1][注釈 2]。
- 1920年（大正9年）：日本製鋼所敷生鉱山休山により国鉄は鉱山専用線の公用を廃止。その後専用線は個人に貸し出して木材や木炭の運搬に使用された[7]。
- 1931年（昭和6年）頃：旧鉱山専用線が分岐点まで撤去され、砂利専用線だけとなる[7]。
- 1942年（昭和17年）4月1日：竹浦駅に改称[4]。
- 1944年（昭和19年）8月12日：砂利専用線使用廃止[7]。
- 1950年（昭和25年）頃：砂利専用線撤去[7]。
- 1954年（昭和29年）10月：駅舎改築[5]。
- 1972年（昭和47年）3月15日：貨物取扱い廃止[1]。
- 1980年（昭和55年）
  - 4月5日：跨線橋設置[5]。
  - 5月15日：簡易委託化[5][8]。
- 1985年（昭和60年）5月15日：荷物取扱い廃止[1]。
- 1987年（昭和62年）4月1日：国鉄分割民営化によりJR北海道に承継[1]。
- 2007年（平成19年）6月1日：簡易委託廃止。無人駅となる。

### 駅名の由来
同地はもともとアイヌ語で「シキウ」あるいは「シキオイ」（いずれも「鬼カヤの群生する（ところ）」）と呼ばれ、1880年（明治13年）には「敷生村」が設置され、当初は駅名もこれを採用した。
その後、敷生村は合併により白老村（白老町の前身）となり、敷生の名称は字名として用いられていたが、1939年（昭和14年）2月の字名改正で「ごろが悪い」ため「竹浦」に改称され、1942年（昭和17年）4月1日に駅名もこの名称となった。
なお「竹浦」の名称についてはいくつか由来が紹介されている。
- 1973年（昭和48年）に国鉄北海道総局が発行した『北海道　駅名の起源』では「この地が海岸にあり、かつ背後の山から竹を多く産する[4]」としての命名としている。
- 山田秀三は現在の敷生川の奥の支流に「トピウ（竹・多い）」という場所があることから、ここからの命名ではないかと推察している[9]。
- 知里真志保は「トㇷ゚エウㇱイ（top-e-us-i）」（竹が・そこに・群生している・ところ）から、としている[10]。

## 駅構造
混合ホーム2面3線の地上駅。配線の関係から下り列車のみ待避可能である。
無人駅である。2007年5月31日までは簡易委託駅（窓口営業時間6時00分 - 16時00分）であった。
上り線と下り線のホームを結ぶ跨線橋は、国鉄の赤字削減案に対する白老町の要望から社台駅と共に昭和55年に新設設置され、駅前・駅裏を結ぶ陸橋と併用する構造となった。
駅舎は上り線ホーム側にある。かつては、駅前に日本通運の営業所があり夜行の貨物も扱っていたため、宿直室も備えた比較的大きなものであったが、火災で一部損傷し現在の小さなものに変わった。また、下り線ホーム上に木造の小さな待合室があったが、現在は撤去されている。

### のりば
| 番線 | 路線      | 方向 | 行先             |
| ---- | --------- | ---- | ---------------- |
| 1    | ■室蘭本線 | 上り | 東室蘭・室蘭方面 |
| 2・3 | ■室蘭本線 | 下り | 苫小牧・札幌方面 |

- 待避列車は3番線から発車する。

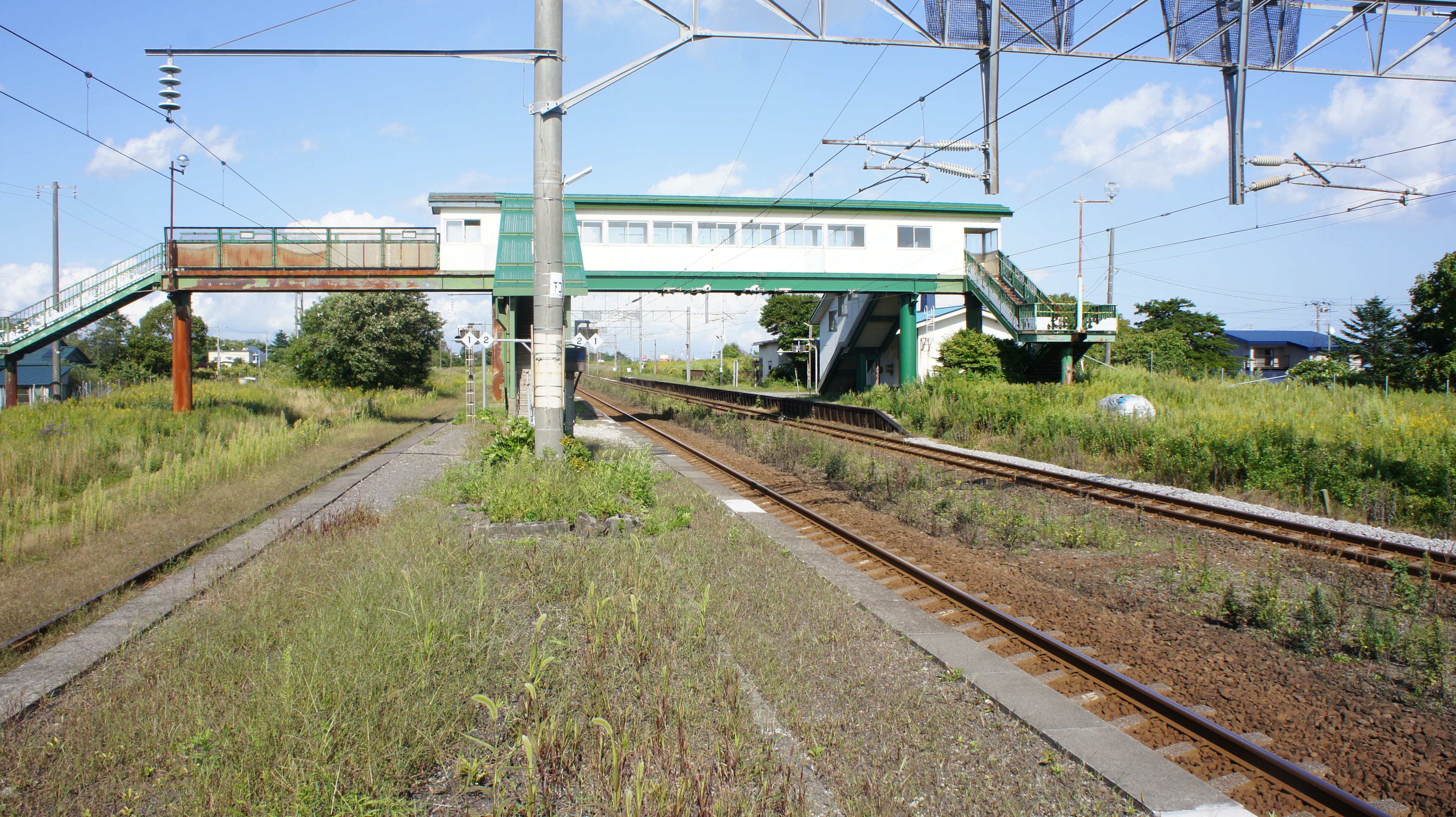
ホーム（2017年9月）
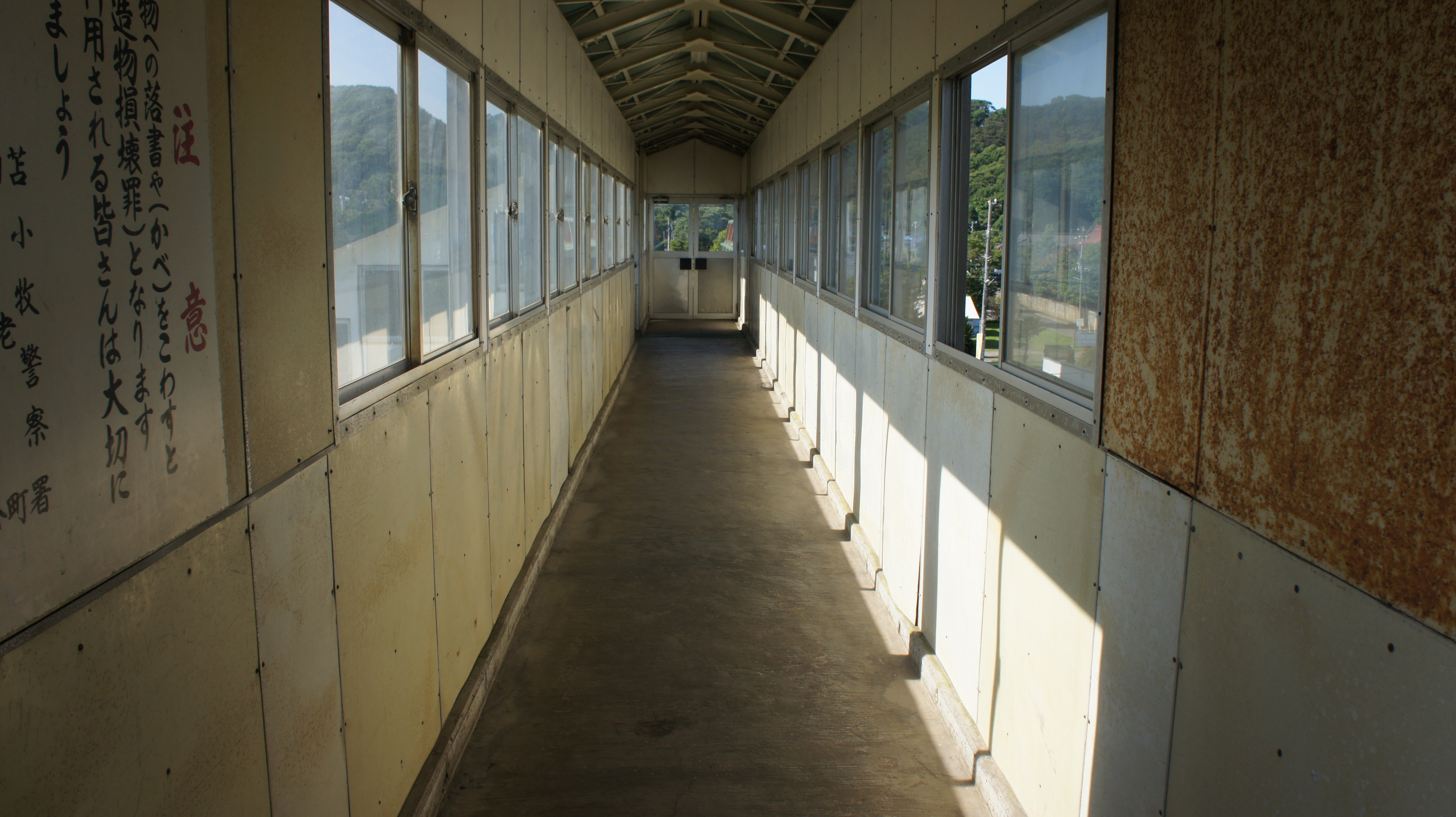
跨線橋（2017年9月）
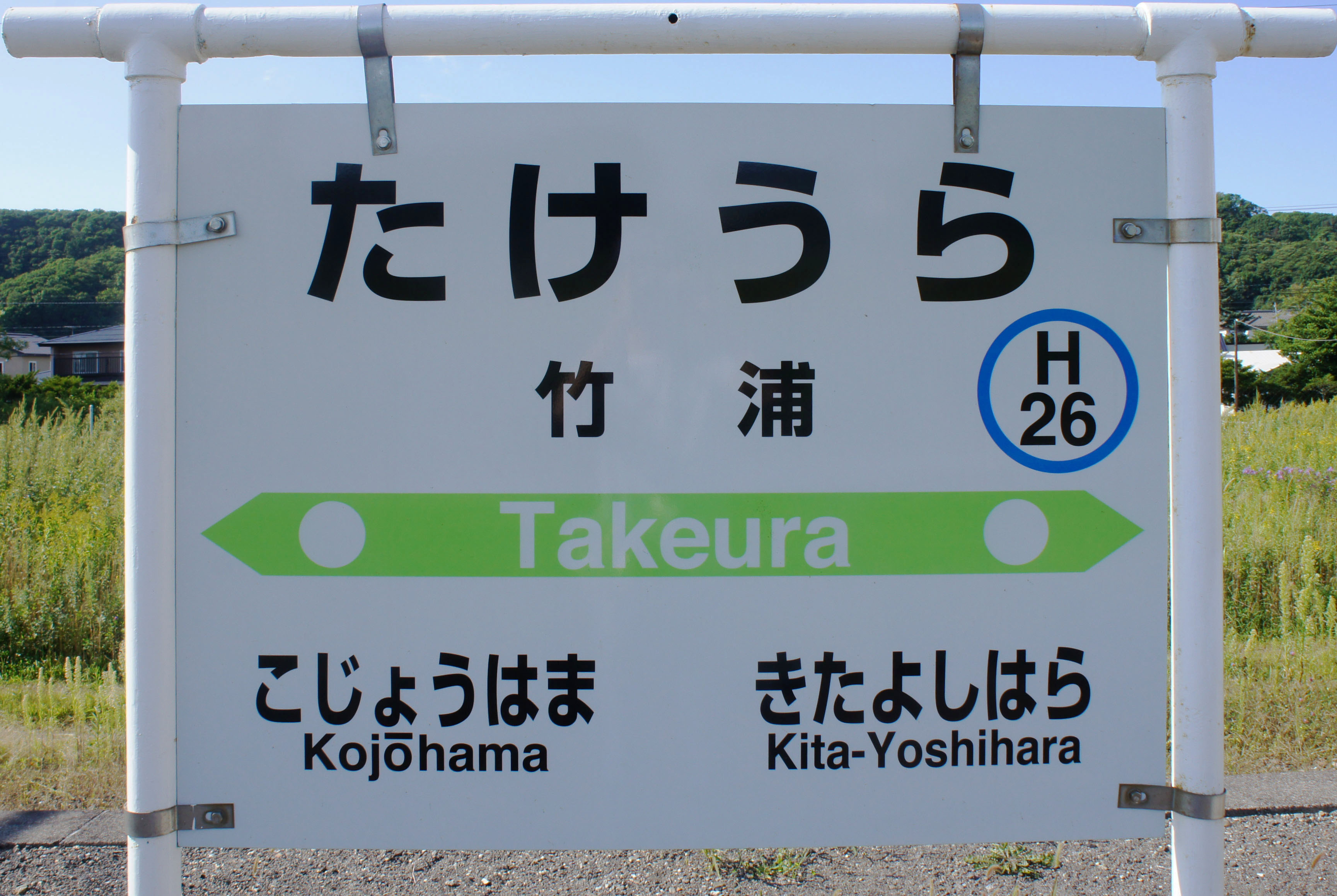
駅名標（2017年9月）

## 利用状況
1日の平均乗降人員は以下の通りである。
| 乗降人員推移 | 乗降人員推移 |
| 年度         | 1日平均人数  |
| ------------ | ------------ |
| 2011         | 122          |
| 2012         | 104          |
| 2013         | 86           |
| 2014         | 86           |

## 駅周辺
- 国道36号
- 白老町役場竹浦出張所
- 苫小牧警察署竹浦駐在所
- 竹浦郵便局
- 白老町立竹浦小学校
- 虎杖浜温泉
- 白老カーランド（旧北海道スピードウェイ）
- 敷生川
- 道南バス「竹浦」停留所
- 道南バス・北海道中央バス「高速竹浦」停留所（高速道路上）

## 敷生鉱山専用線
敷生鉱山は、第一次世界大戦の軍事的な要求から室蘭の北海道製鐵輪西製鉄所（現在の日本製鉄室蘭製鉄所）へ鉄鉱石を運搬するため、1918年（大正7年）に国鉄によって当駅から飛生地区まで（一部砂利線と兼用）専用線が敷かれて蒸気機関車が乗り入れた。埋蔵量が少なかったことと、戦争終結のために、結果的にたった3年でこの専用線の公的な運用は廃止されたが、その後1921年（大正10年）から民間に10年間程貸し出され、トロッコ貨車（動力は機関車ではなく農耕馬）により、また勾配がきつかったためにインクラインを設けて運用されていた。その後レールが撤去されて砂利線が残るが、こちらも1944年（昭和19年）には砂利が少なくなったことで廃止となり、1950年（昭和25年）頃には当駅までの全てのレールが撤去された。駅裏が広い空き地になっているのはかつてトロッコから鉄道貨車への貨物積み替え用の施設があった名残である。施設撤去後は昭和40年代頃まで火山礫(有珠山、樽前山由来)を使ったコンクリートブロック製造工場があったが、現在は空き地のまま。終着の停留所（旧飛生小学校の裏手）のあったあたりは現在でも「終点」と呼ばれている。昭和40年代から50年代にかけて跡地の道路が舗装されるまではレールの残骸の一部が道ばたにところどころ放置されていた。日鐵鉱業所有となった敷生鉱山は、その後1952年（昭和27年）から1957年（同32年）の間再開したが、運搬はトラックで行われた。

## 隣の駅
北海道旅客鉄道（JR北海道）
■室蘭本線
虎杖浜駅 (H27) - 竹浦駅 (H26) - 北吉原駅 (H25)